# Thomas Adey
Thomas William "Tom" Adey (født 1901 i Hetton-le-Hole, England - 31. januar 1986) var en engelsk fodboldspiller, der spillede i The Football League for Durham City, Hull City, Northampton Town og Swindon Town.